# Communauté de communes du Pays d’Agout
Die Communauté de communes du Pays d’Agout ist ein ehemaliger Gemeindeverband (Communauté de communes) im südfranzösischen Département Tarn in der Region Midi-Pyrénées. Er ist nach dem Fluss Agout benannt.
2013 fusionierte der Gemeindeverband mit der Communauté de communes du Lautrecois zur neuen Communauté de communes du Lautrécois-Pays d’Agout.

## Mitgliedsgemeinden
| - Cabanès - Carbes - Cuq - Damiatte - Fiac - Fréjeville - Guitalens-L’Albarède - Magrin | - Prades - Pratviel - Saint-Paul-Cap-de-Joux - Serviès - Teyssode - Vielmur-sur-Agout - Viterbe |

Somit gehören dem Gemeindeverband neun der zehn Gemeinden des Kantons Saint-Paul-Cap-de-Joux sowie sechs der sieben Gemeinden des Kantons Vielmur-sur-Agout an.

## Geschichte
Im Jahr 1992 bildeten die Gemeinden ein SIVOM, das am 1. Januar 1997 in die heutige Communauté de communes umgewandelt wurde.